# North Carolina (U-Boot)
Die North Carolina, auch USS North Carolina (Kennung: SSN-777), ist ein atomgetriebenes Jagd-U-Boot der Virginia-Klasse der United States Navy. Das U-Boot ist nach dem US-amerikanischen Bundesstaat North Carolina benannt.

## Geschichte
Der Bau von SSN-777 wurde 1998 als viertes Boot in einem vier Boote großen Baulos vom Kongress der Vereinigten Staaten genehmigt. Im Mai 2004 wurde das Boot schließlich auf Kiel gelegt, Bauwerft war Newport News Shipbuilding in Newport News, Virginia. Der Bau dauerte rund drei Jahre, im April 2007 konnte die North Carolina vom Stapel gelassen und getauft werden. Taufpatin war Mrs. Linda Anne Rich Bowman, die Ehefrau von Viersterne-Admiral a. D. Frank Bowman, dem ehemaligen Direktor von Naval Reactors, der Division der US Navy für den Bau von Marine-Reaktoren.
Seit dem Stapellauf durchlief das Boot die Endausrüstung und dann erste Erprobungsfahrten. Nach ursprünglicher Planung sollte das Boot im Dezember 2007 an die Navy ausgeliefert und Ende April/Anfang Mai 2008 in Dienst gestellt werden. Nachdem im Dezember 2007 bei Werfterprobungsfahrten jedoch Probleme mit Schweißverbindungen in nicht-nuklearen Rohrsystemen aufgetreten waren, war dieser Termin nicht mehr haltbar. Neben North Carolina, auf der die Probleme entdeckt wurden, waren auch alle ihre Schwesterschiffe, drei U-Boote der Los-Angeles-Klasse, sowie vier Flugzeugträger betroffen. Entgegen den Regelungen der Navy wurden von Arbeitern bei Newport News mehrere verschiedene, nicht zugelassene, Füllmateriale für Schweißnähte an Rohrleitungen im nichtnuklearen Bereich verwendet.
Mit rund siebenwöchiger Verspätung fand die Auslieferung an die Navy Ende Februar 2008 statt. Die Indienststellung fand am 3. Mai 2008 in Wilmington, North Carolina statt. Neun Tage später erreichte das U-Boot seine vorläufige Basis, die Naval Submarine Base New London. Bereits im Juli 2010 verließ die North Carolina die Basis und erreichte im November 2010 ihren neuen Heimathafen, Pearl Harbor auf Hawaii.